# 1122 (numero)
Millecentoventidue (1122) è il numero naturale dopo il 1121 e prima del 1123.

## Proprietà matematiche
- È un numero pari.
- È un numero composto, con i seguenti 16 divisori: 1, 2, 3, 6, 11, 17, 22, 33, 34, 51, 66, 102, 187, 374, 561, 1122. Poiché la somma dei divisori (escluso il numero stesso) è 1470 > 1122, è un numero abbondante.
- È un numero palindromo nel sistema di numerazione posizionale a base 20 (2G2).
- È un numero malvagio.
- È un numero felice.
- È un numero pratico.
- È un numero colombiano nel sistema numerico decimale.
- È un numero di Harshad nel sistema numerico decimale.
- È parte delle terne pitagoriche (528, 990, 1122), (504, 1122, 1230), (800, 1122, 1378), (1122, 1496, 1870), (1122, 1904, 2210), (1122, 2480, 2722), (1122, 3080, 3278), (1122, 6120, 6222).